# Gilly Hicks
Gilly Hicks es una marca de estilo de vida, de la compañía estadounidense Abercrombie & Fitch, y se especializa en "lencería íntima desde casual a sexy, pantaletas y artículos para el cuidado." La marca es la quinta A&F, e inicialmente era conocido como Concept 5. El tema australiano de Gilly Hicks fue originalmente inspirado por la frase "Down Under". En un dicho, de que es la única marca de Abercrombie & Fitch con una imagen no estadounidense.
GH fue creada para competir con cadenas de lencerías como Victoria's Secret, Frederick's of Hollywood y Aerie. Gilly Hicks ha sido catalogada como una de las mejores ideas de Mike Jeffries para el catálogo de marcas de Abercrombie & Fitch.

## Historia

### Ficción
Gilly Hicks fue fundada con una historia ficticia por el presidente A&F y el presidente Ejecutivo Mike Jeffries. Para completar la historia de la marca, la historia es la siguiente: "En 1932 la familia inglesa 'Hicks' inmigraron a Sídney, Australia. En su casa colonial con estilo británico, la hija de los Hicks, Gilly, abrieron una tienda de lencería. En la 'sala' de cada tienda está colgado un "retrato" de Gilly Hicks.
Algunos críticos consideran que la historia ficticia de "Gilly Hicks:Sydney" simplemente convierte a la marca en falsa. Aunque no hay nada de australiano en la tienda, al igual que su creador Mike Jeffries que se enorgullece de la moda casual estadounidense. Sin embargo, a pesar de que la marca y sus productos están inspirados por Australia es sólo una manera de atraer clientes.
El nombre de la marca coincide con Colin 'Gilly' Hicks, que reside en Southern England. 'Gilly' fue el sobrenombre que se le dio cuando era joven 'beber como un pez'.

### Desarrollo
La idea para Gilly Hicks fue inspirada por la frase "Down Under." La fase de desarrollo empezó en 2005 con un "fuerte y talentoso equipo". En el 2006 el reporte del "Concept Five" de Abercrombie & Fitch empezó a circular en Internet. Sin embargo A&F permaneció callada con respecto al abrir otra marca. Sin embargo A&F a empezar a mostrar el logo y el nombre de Gilly Hicks en los Estados Unidos y el Reino Unido. El August Trademarks Journal reportó que el mercadeo del Reino Unido estaba bajo cuatro 'clases' incluyendo calzado, gorros, ropa íntima, accesorios, prendas atléticas y accesorios atléticos, trajes de baño y accesorios, accesorios de moda, bolsos, fragancias y joyerías. Además, los nombres "Gilly Hicks" y "Gilly Hicks: Sydney" fueron protegidas por A&F, incluyendo los prototipos de logos relacionadas con conchas, nautilus, vieiras, y dólares de arenas (especialmente la concha vista como un logo). Para el 2 de octubre de 2007, algunas tiendas Hollister Co. empezaron a promover los productos GH.
A finales del 2007, se lanzó oficialmente la página web, mostrando una imagen promocional con un tono sepia de cuatro chicos y una mujer en ropa interior. Para el 26 de diciembre de 2007, se restrinjió la entrada a menores de edad por sus únicas características, de su vídeo provocativo.
Durante la expansión de la exclusiva Natick Collection, el 'concepto' de  A&F fue la primera en ser arrendada y una de las primeras en abrir. Después se construyó la tienda. Se les dijo a los empleados de la tienda que no divulgaran o comentaran nada con respecto a la apertura de la tienda. No se les permitió ver la mercancía hasta dos semanas antes de la apertura de la tienda. Un empleado de la tienda que decidió permanecer anónimo comento que "[Abercrombie & Fitch Co tenia]" jeans y sudaderas... Las chicas Abercrombie necesitan algo de ropa interior."
Las inversiones en Gilly Hicks figuran los $7.5 millones USD en 2006 y hasta $15 millones USD en 2007.

### Apertura y reacciones
El 21 de enero de 2008, se abrió la primera tienda Gilly Hicks (midiendo 10,000ft2)  en el ala exclusiva de  Natick Collection con una alta anticipación. Los analistas de Abercrombie & Fitch fueron exclusivamente invitados a la apertura, donde Mike Jeffries introdujo la marca. Él llamó a GH "la prima atrevida de Abercrombie & Fitch". Además, los analistas de la compañía fueron alentados a interactuar con el equipo directivo superior.
Después del evento, los analistas se retiraron muy impresionados por la imagen y la mercancía de la nueva marca. La analista Kimberly C. Greenberger disfrutó de la "hospitalidad y bienvenida al entrar a la tienda," la colección de brasieres de GH, y llamó a la imagen de Gilly Hicks como "tierna y sexy." Además ella dijo que Gilly Hicks es una alternativa "más grande"  que Victoria's Secret y que las "madres no se molestarían enviar a sus hijas a comprar en Gilly Hicks."
Después del evento, la tienda se convirtió en el blanco principal para compradores. Antes de la apertura había rótulos indicando la próxima apertura de la tienda, para atraer más clientes. Los oficiales de Natick reportaron que había largas filas de compradores en las puertas de GH a eso de la tarde. Michael McNaughton, vicepresidente de General Growth (a cargo de la expansión de la exclusiva Natick y que tuvo interés en la tienda GH en Natick), dijo que "la apertura sin duda creó un zumbido que fue tan enorme en el Internet. Desde californianos hasta Australia estuvieron hablando sobre este concepto y contemplaron venir para verlo."
Un analista minorista llamado Chris Boring advirtió que las marcas de Abercrombie & Fitch un "poco más susceptibles" deberían de ir más despacio, porque sus especialidades son en mercancía prémium cara en vez de necesidades. "Pero una buena marca vence eso," le dijo. Sin embargo, Lennox de A&F dijo que "al tener un 'portafolio' de marcas fuertes fortalece a Abercrombie's y especialmente a la hora de negociar por espacio comercial en los centros comerciales." Después Boring comentó que la imagen era inteligente, especialmente como una marca estadounidense que está interesada en la cultura australiana.

### Post-apertura
Durante los cuatro días de la apertura, el periódico australiano, The Sydney Morning Herald publicó que GH abrió casualmente tres meses antes a la apertura de Just Group's Peter Alexander (una tienda de ropa interior). Sin embargo, sus presidentes ejecutivos comentaron que GH no sería una competencia, ya que ambas marcas ofrecen ropa interior a dos grupos completamente diferentes. El presidente ejecutivo estaba curioso en la interpretación de A&F de Australia como tema para una tienda de ropa interior.
A pesar de todo, la apertura de la tienda Gilly Hicks fue vista con buenos ojos y que tendría éxito. Ambas tiendas Victoria's Secret y aerie han tenido significantes caídas en sus acciones y ventas, también como importantes competidores con GH.

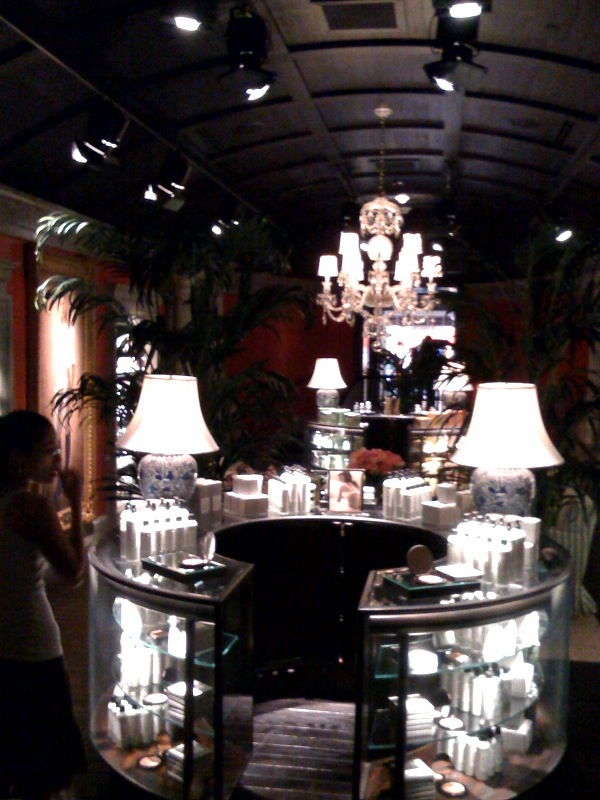
Mercancía en una tienda Gilly Hicks en el centro comercial Aventura.

Gilly Hicks tuvo mucho éxito, y ha estado ganando clientes del noreste y el medio oeste de los Estados Unidos. La tienda empezó a expandirse en la costa oeste el 19 de julio de 2008, con la apertura de una tienda de 11,000sqft en Glendale, California en el centro comercial Americana at Brand. El presidente y el presidente ejecutivo de Caruso Affiliated y el desarrollador de Americana at Brand mencionó que, "La marca Gilly Hicks ha creado un auge tremendo... Así que estamos contentos de darle a los compradores de la Costa Oeste la oportunidad de comprar en esta tienda única de su tipo con un ambiente único y una mercancía trendy." Las ubicaciones del sur oeste abrirán a finales del 2008, y en el sur este para principios del 2009 (véase: Planes de expansión).

## Operaciones

### Sitio web y mercadeo
Las mismas tácticas sexuales usadas por la marca Abercrombie & Fitch fueron también usadas en el mercadeo y publicidad de Gilly Hicks. La publicidad es considerada como una "una línea fina entre sexy y porno suave." Mike Jeffries dijo que A&F es sobre sexo, y Gilly Hicks es el concepto perfecto que encartan este aspecto sobre exponer "mucha piel" en sus comerciales.
El primer vídeo anuncio fue lanzado bajo las restricciones de edad. A pesar de esto, fue muy fácil tener acceso a este vídeo, al proveer un nombre falso, fecha de nacimiento y código postal. La "película GH" mostró a varias muchachas  topless desfilando en la playa en sus casas, al igual que trajes de baños, en bragas. Las escenas de chicos desnudos, interactuando con las mujeres, fueron mostrados en el vídeo. Un profesor de mercadeo de la Universidad Estatal de Ohio H. Rao Unnava dijo que "fue como mirar una película Playboy." El vídeo tuvo un gran éxito en la Internet y recibió mucha publicidad por parte de los periodistas. El periodista Lori Price se sorprendió luego de ver tanta desnudez, sin mencionar de que el vídeo ni siquiera mostraba lo que la tienda ofrecía. Incluso estaba indecisa si publicaba su artículo sobre Gilly Hicks, un amigo de ella le dijo que era lo que Abercrombie & Fitch quería, difundir las palabras de sus marcas con personas desnudas para llamar más la atención.
La segunda película publicitaria hizo su debut en julio de 2008 en su página oficial. La película se centra principalmente en una joven muchacha dibujando una forma masculina y también montada en un caballo disfrutando de las características naturales de Australia. Ahora el sitio web ofrece una lista de sus tiendas, suscripciones de correo electrónico, políticas de privacidad. GH as well operates a careers website. La compañía planea lanzar muy pronto una tienda minorista en línea (posiblemente similar como la página web de Abercrombie & Fitch).
A&F aún necesita agregar una característica descriptiva de la "marca" para Gilly Hicks en A&F Careers, donde se discute la marca con las palabras de A&F.

### Mercancía
En las tiendas, la marca representativa de Gilly Hicks dice mucho sobre la "tensión entre chicos y chicas" con la ropa (y otros elementos). Jeffries llama a la ropa íntima como "ropa interior, no lencería." La característica de la mercancía es casual con sugerencias infantiles (por lo tanto como una "tensión entre chicas y chicos"). La combinación del toque masculino y femenino ayuda a resaltar el tema de la que es una 'tensión de chicas-chicos' por lo que algunas bragas tienen un 'estilo masculino' de algodón y blusas llamadas tanks, dijo el vicepresidente de GH. La mercancía de Gilly Hicks estA al bolsillo de los compradores de Abercrombie & Fitch. La ropa interior de algodón se vende a $11.50 USD mientras que los bracieres se venden a $49.50 USD.
Algunos artículos incluyen la ropa interior de "caderas", brasieres, bragas, tangas, boxers, calzones, camisetas, sudaderas, pijamas, tubos y trajes de baño. El vestuario es adecuado para todos los gustos desde pequeños a una gran variedad de colores. Los encajes tradicionales y ropa interior con colores vendimia son vendidos en un departamento diferente. La marca también vende perfumes, con embaces diseñados para tener un look antiguo, y están en estantes antiguos. También venden lociones, lociones para el cuerpo, y jabón para el cuerpo. Cientos de brasieres de hasta 40 estilos están colgados en un estante de madera de color cereza oscuro llamada la "Bra Library." o "Librería de brasieres". En lo que respecta a la visualización de los elementos, el vicepresidente superior de Hicks comentó que "los brasieres están en clavijas, no en perchas, porque es más irrespetuoso." Los brasieres colgados en la "librería"  han demostrado tener éxito desde que su apertura. Las fragancias, lociones y los productos del baño están en la "Sala" igual a como están los de Hollister Co. pero que tienen nombres de playas del Sur de California, la ropa de GH y las fragancias tienen ombres de barrios y playas de Sídney. Toda la ropa está etiquetada con los sellos GH y dicen "Gilly Hicks: Sydney."
Algunos libros de fotografías de Bruce Weber (fotógrafo para Abercrombie & Fitch) y otros fotógrafos que se dedican a la fotografía masculina están incluso en venta, para atraer la atención de las mujeres heterosexuales.

### Tiendas

#### Diseño

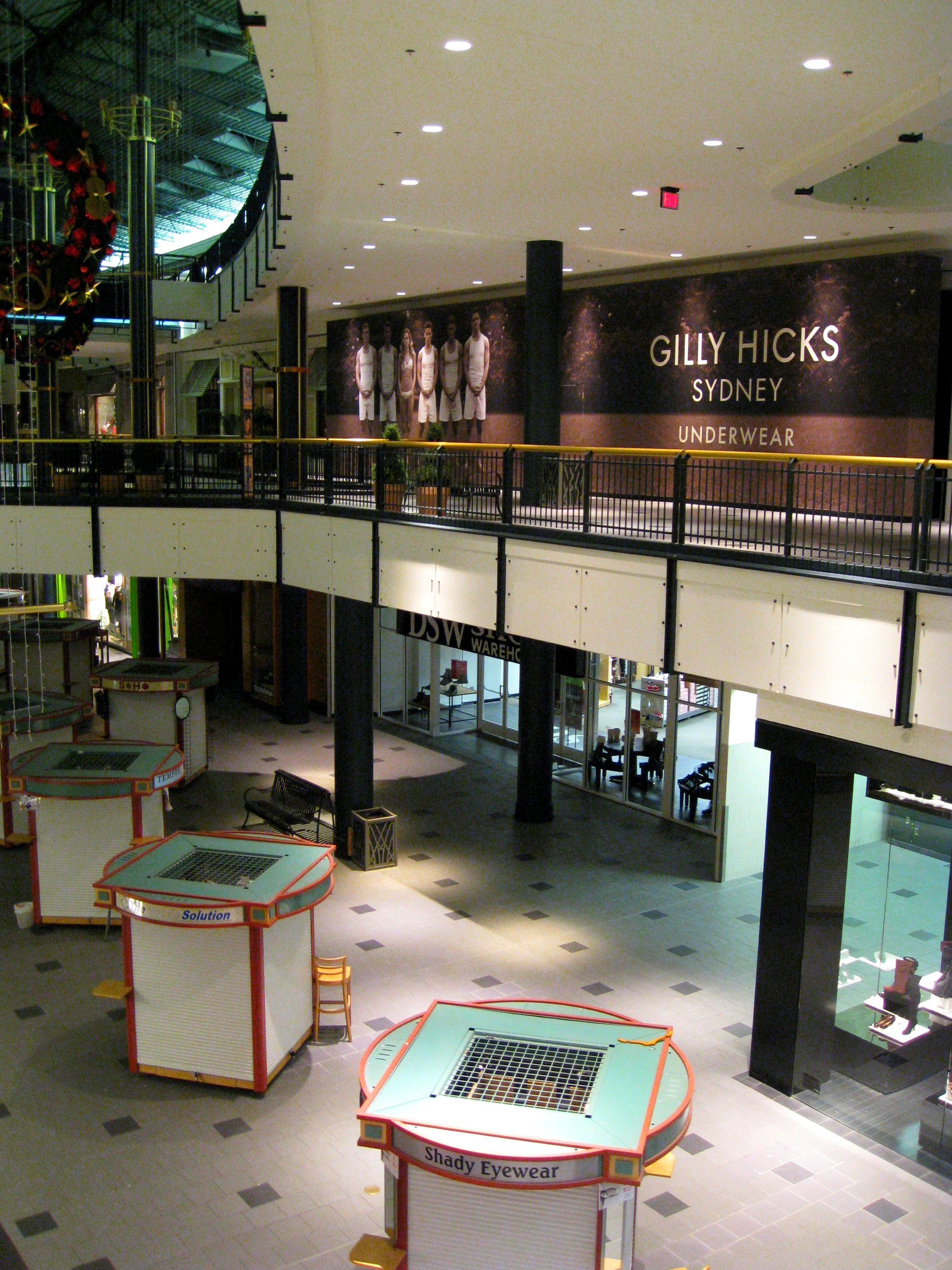
Interior de una tienda Gilly Hicks.

El prototipo de las tiendas Gilly Hicks están diseñadas como una casa de estilo colonial. Sin embargo, las tiendas están diseñadas para parecerse entre una casa colonial y una casa de playa. El interior de las tiendas es un muy grande con muchos salones que varían en tamaño incluyendo una chimenea, araña de luces, y sofás. Los sofás son chics y elegantes, el piso es de roble, y las mesas de la mercancía son hechas de caoba. Los cuartos de vestir fueron diseñados para ser muy amplios y con gabinetes al estilo antiguos con los cinco tipo de brasieres más vendidos. Un letrero cerca de los gabinetes dice, "Mientras estas sin brasier, echale un vistazo a nuestros cajones." Las tiendas tienen únicas "librerías de brasieres." La librería en Natick mide solamente 200ft2. La "sala", con cómodos sofás y mesas y otros muebles residenciales, miden entre 1,000ft2. También, el área de "At Home" o "En Casa" de las tiendas están hechas para que parezcan antiguas y es el área donde se encuentran las batas. Las tiendas Gilly Hicks están débilmente iluminadas.
La primera tienda que abrió (véase abajo) medía 10,000ft2. Sin embargo, Abercrombie & Fitch empezará a construir tiendas de 7,000ft2 a finales del 2008. Las tiendas de 10,000ft2 abarcan docenas de salones. Sin embargo, una tienda de 11,000sqft fue abierta en julio de 2008 en el centro comercial Americana at Brand. Michael McNaughton dijo que Abercrombie & Fitch había "creado una tienda que inspiraba a las personas a querer explorar...Las personas que compran ropa interior, prefieren la discreción, especialmente en un ambiente cerrado. La falta de ventanas, le da un ambiente de privacidad a los clientes, y el hecho de que la tienda no está en una habitación gigante, probablemente haría difícil que el comprador se sintiera cómodo." (Véase Abercrombie and Fitch para asuntos económicos y clientes relacionados con las tiendas sin ventanas.) Los gastos de las tiendas, es visto como inconveniente a la hora de la rentabilidad.

#### Planes de expansión
A&F planea abrir 16 nuevas tiendas GH para finales del 2008, cinco de las cuales se inaugurarán para febrero. La compañía ha dicho que tienen planeado abrir 39 tiendas hasta el 2010, y predicen de que hay potencial para abrirse hasta 800 tiendas Gilly. Con respecto a tiendas internacionales o matriz, no se ha dicho nada al público. Sin embargo, se ha dicho de que la internacionalización de la marca es muy posible. CFO de A&F, Michael W. Kramer, dijo en una conferencia con inversionistas "ya que nuestra marca no es para gustarle a todo el mundo, una característica importante de nuestro modelo de negocio es que reconozcamos sus límites, lo mucho que puede crecer cada una de nuestras marcas. Creemos que podemos abrir una tienda [Gilly Hicks] en cada rincón que Hollister ha hecho."
Aunque Easton Town Center está cerca de la Oficina Central de A&F y tiene todas las marcas de A&F, no hay ningún plan para abrir una tienda ahí. Probablemente se podría abrir en el 2009 en el exclusivo centro comercial Lenox Square en Atlanta, Georgia.

#### Lista de tiendas
Actuales tiendas:
- Natick, Massachusetts / Natick Collection, abrió el 21 de enero de 2008.
- Bloomington, Minnesota / Mall of America, abrió el 2 de febrero de 2008.
- Lake, Nueva York / Smith Haven Mall, abrió el 2 de febrero de 2008.
- Aurora, Illinois / Westfield Fox Valley, abrió el 10 de febrero de 2008.
- Farmington, Connecticut / Westfarms Mall, abrió el 28 de febrero de 2008.
- Glendale, California / Americana at Brand, abrió el 19 de julio de 2008.[2]
- Miami, Florida / Aventura Mall, abrió en julio de 2008.
- Tukwila, Washington / Westfield Southcenter, abrió el 25 de julio de 2008.
- Arcadia, California / Westfield Santa Anita, abrió el 7 de agosto de 2008.
- Palo, Texas / The Shops at Willow Bend, abrió en septiembre de 2008.

Próximas aperturas:
- Orland Park, Illinois / Orland Square Mall Otoño 2008.
- Schaumburg, Illinois / Woodfield Mall, Otoño 2008.
- West Nyack, Nueva York / Palisades Center, Otoño 2008.
- McLean, Virginia / Tysons Corner Center, 2008.